# Parque Tecnológico Industrial del Cerro

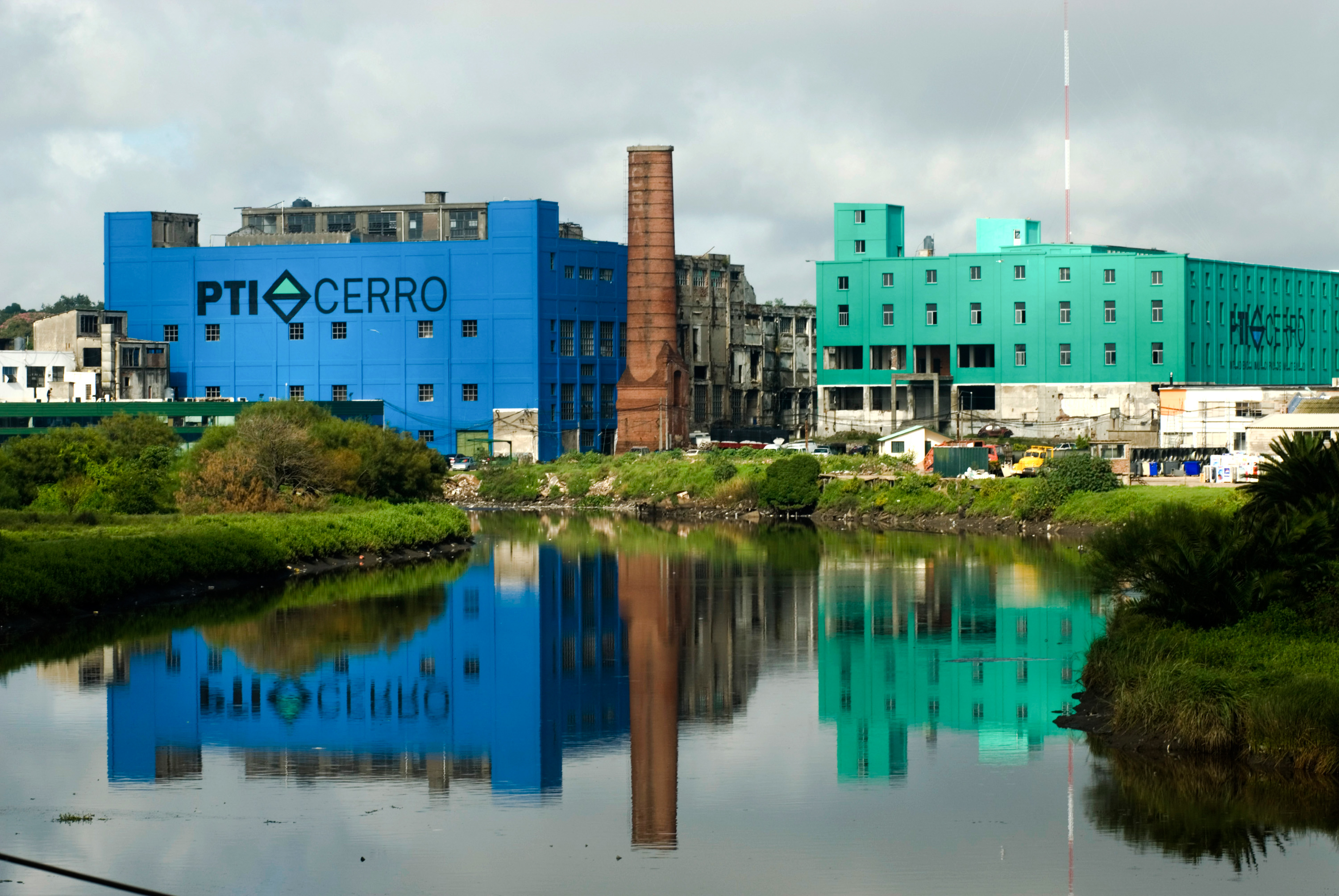
Vista panorámica del PTI.

El Parque Tecnológico Industrial del Cerro (PTI) es un complejo industrial público-privado llevado adelante por la Intendencia Municipal de Montevideo y ubicado en el barrio Cerro Norte. El proyecto implicó la recuperación de los predios que antiguamente ocupaba la planta Artigas del EFCSA (Establecimientos Frigoríficos del Cerro SA) que se encontraban en estado ruinoso y su conversión en un parque que alberga a más de 50 empresas que sostienen más de 900 puestos de trabajo. Operan diversos tipos de empresas, desde microempresas a macroempresas y algunas de ellas son cooperativas o empresas recuperadas y autogestionadas por los trabajadores. En diciembre de 2013 fue reconocido de forma oficial como parque industrial por la Ley Nº 17 547. Esto le permite a las empresas acceder a los beneficios de la Ley de Inversiones N° 16 906.

## Orígenes
El predio de 172 200 m² fue comprado por la IMM en 1997. En el año 2001 surgió la idea de creación del PTI que fue llevada adelante por Ember Martínez, quien desde su cargo de Secretario Ejecutivo logró la incorporación de las primeras empresas, principalmente en el área ambiental y algunas cooperativas de trabajadores formadas tras la desaparición de empresas históricas de Montevideo, como por ejemplo Niboplast y Cristalerías del Uruguay. El proyecto tuvo como finalidad hacer frente a la decadencia de este barrio y recuperar la tradición obrera que tuvo pero que se desmoronó con el cierre de los frigoríficos en la década de 1970.

## Cuestionamientos
En 2007 y 2008 dos incendios afectaron a empresas del PTI con fuertes pérdidas materiales pero sin víctimas. Estos acontecimientos generaron cuestionamientos por parte de los ediles opositores de la Junta Departamental de Montevideo (el parlamento de la ciudad) quienes ponian en tela de juicio la  transparencia de la gestión del proyecto.

## Los cambios
En el 2009 la Intendencia Municipal de Montevideo decidió introducir grandes cambios en el manejo del PTI nombrando una nueva gerencia que recae en el ingeniero Daniel Bragunde. En esta nueva etapa se buscó modernizar la gestión del parque, haciéndola a la vez más transparente y menos dependiente de los recursos financieros de la IMM.
En junio de 2010 la Intendencia Municipal de Montevideo no renovó el contrato con Bragunde por inconformidad en la gestión y reflotó el antiguo cargo de Secretario Ejecutivo del PTI. Gerardo Gadea fue escogido como el nuevo secretario y anteriormente había trabajado como subsecretario del Ministerio de Industria, Energía y Minería.
En septiembre de 2012 el Cr. Gadea renunció a petición de la intendenta de Montevideo, Ana Olivera. La prensa relacionó dicha petición con denuncias sobre manejo irregular de cheques en la administración del PTI.